# Procédé Ostwald
Le procédé Ostwald  est à l'origine un procédé chimique catalytique de combustion contrôlée à l'air purifié du gaz ammoniac en oxydes d'azote, oxyde nitrique ou oxyde d'azote puis peroxyde d'azote ou dioxyde d'azote, précurseur de l'acide nitrique obtenu finalement après humidification à l'eau. Il a été développé par le chimiste allemand Wilhelm Ostwald avec l'aide de son gendre Eberhard Brauer et mis au point au début des années 1900. La catalyse sur platine à haute température, de l'ordre de 850 °C, permet d'obtenir de l'acide nitrique à partir d'ammoniac.

## Histoire
Le procédé repose sur une réaction qui avait été découverte dès 1838 par Frédéric Kuhlmann. Breveté en 1902, ce procédé marque une étape importante dans le développement de l'industrie chimique moderne. Bien qu'antérieur, il est en relation étroite avec le procédé Haber-Bosch qui fournit par un artefact industriel sa matière première, l'ammoniac.

## Mécanisme

Étapes chimiques du procédé Ostwald

L'ammoniac est transformé en acide nitrique en trois étapes gazeuses :
1. Combustion de l'ammoniac, à hautes températures
4 NH3 + 5 O2 → 4 NO + 6 H2O
2. Oxydation du monoxyde d'azote
4 NO + 2 O2→ 4 NO2
3. Absorption de l'acide
4 NO2 + 2 H2O vapeur ou liquide + O2 gaz résiduel → 4HNO3

La récupération technique de l'acide nitrique ultime se faisait par double absorption, acide puis alcaline. En effet, une solution d'acide nitrique étendue d'eau ne permet de récupérer qu'une fraction de HNO3. On pouvait employer au choix un lait de chaux Ca(OH)2 ou une solution d'ammoniaque pour ne pas perdre le restant d'acide nitrique. Mais ces deux absorptions alcalines produisent respectivement du nitrate de calcium et du nitrate d'ammonium.

## Variétés des modes opératoires
Avec les progrès de la physico-chimie des gaz à haute pression et de la catalyse sur platine rhodié au XXe siècle, le procédé Ostwald-Brauer a été encore amélioré.
Il existe différents modes opératoires : les procédés où la pression est constante dans tout le système (les procédés à pression moyenne aux environs de 230-600 kPa et les procédés à haute pression à 700-1 100 kPa) et les procédés à pression séparée avec une pression plus élevée au niveau de l'absorption de l'acide dans l'eau (les installations modernes utilisant ce mode de production travaillent à 400-600 kPa pour les 2 premières étapes et à 900-1 400 kPa pour la dernière).